# فحص العصب القحفي

فحص العصب القحفي(بالإنجليزية: Cranial nerve examination) هو إجراء طبي يقوم بفحص واختبار الأعصاب القحفية ويتم استخدامه لتحديد المشاكل مع الأعصاب القحفية عن طريق الفحص البدني . يمكن أن تساعد في اختبار فيستيبولوكوكلار ( vestibulocochlear).
| ورم سحائي
محتويات (و هي اثنا عشر زوجاً من الأعصاب ) لمعرفة ما إذا كان فيها اعتلالات ما . يجري الفحص خطوة بخطوة مع المريض وذلك بأن تطلب المريض لرفع حاجبيه مع غلق العينين وإظهار أسنانهم مع الابتسامة ونفخ الخدود.

## الاختبارات
_الأعصاب القحفية (I-XII): حاسة الشم (I) حدة المجال البصري (II)، حركات العين (III، IV، VI) وبؤبؤة العين ( III , المتجانسة وغير المتجانسة ), الوظائف الحسية للوجه (V), قوة الوجه (VII) عضلات حزام الكتف (XI)
| ورم سحائي، حاسة السمع (VII, VIII), حاسة التذوق (VII, IX, X), حركة البلعوم وانعكاساته (IX, X), حركاة اللسان (XII). تختبر كل منها فرادا كاختبار حدة المجال البصري بمخطط سنيلين.

## وصلات خارجية
- NeurologyExam.com نسخة محفوظة 6 أبريل 2019 على موقع واي باك مشين. Free neurology exam videos by Cleveland Clinic trained neurologist.
- The Neurological Exam